# Município de Braceville (condado de Trumbull, Ohio)
Localização do Ohio nos E.U.A.
O município de Braceville (em inglês: Braceville Township) é um município localizado no condado de Trumbull no estado estadounidense de Ohio. No ano 2010 tinha uma população de 2856 habitantes e uma densidade populacional de 46,07 pessoas por km².

## Geografia
O município de Braceville encontra-se localizado nas coordenadas 41° 14′ 11″ N, 80° 57′ 06″ O. Segundo a Departamento do Censo dos Estados Unidos, o município tem uma superfície total de 61.99 km², da qual 61,62 km² correspondem a terra firme e (0,6 %) 0,37 km² é água.

## Demografia
Segundo o censo de 2010, tinha 2856 pessoas residindo no município de Braceville. A densidade de população era de 46,07 hab./km².